# Alvah Augustus Eaton
Alvah Augustus Eaton ( 1865 - 1908) fue un botánico, y pteridólogo estadounidense.
Nació en Seabrook, Nuevo Hampshire. Con su familia se muda a los doce a una granja en Salisbury, Massachusetts. Cursa el bachillerato de cuatro años en dos, en el Colegio Putnam de Newburyport, Massachusetts. Eaton enseña un año en Seabrook, y tres más en California, donde también se desarrolla como granjero. Vuelve a Nueva Inglaterra y, por su pésima salud, pasa a ser florista.
Botánico autodidacta, se especializó en Pteridófitas, pastos y orquídeas. Su obra en Equisetum e Isoetes fue notable.
En el momento de su fallecimiento estaba preparando para publicar un estudio en orquídeas y una monografía en Isoetes.
Eaton fue miembro del Capítulo Linneano de Helechos, que luego pasaría a ser la "American Fern Society" (Sociedad estadounidense de helechos) y fue colaborador frecuente del "Fern Bulletin".
- La abreviatura «A.A.Eaton» se emplea para indicar a Alvah Augustus Eaton como autoridad en la descripción y clasificación científica de los vegetales.[1]